# Pycnogonum benokianum
Pycnogonum benokianum is een zeespin uit de familie Pycnogonidae. De soort behoort tot het geslacht Pycnogonum. Pycnogonum benokianum werd in 1935 voor het eerst wetenschappelijk beschreven door Ohshima. 